# 最初の接触
最初の接触（さいしょのせっしょく、First Contact）はアメリカ合衆国のSF作家マレイ・ラインスターによる1945年の中編SF小説。初出はパルプマガジン「アスタウンディング」誌1945年5月号。日本語訳の初出は『S-Fマガジン』第58号（1964年8月号、訳：伊藤典夫）。
ファーストコンタクトテーマSFの古典であり原点で、複数のアンソロジーに収載されている。
1996年にヒューゴー賞 中編小説部門を受賞。
万能翻訳機が登場した最初のSFと信じられている。
地球の宇宙船の名前である「ランヴァボン」は南ウェールズの地名「Llanvabon」に由来する。

## ストーリー
超光速宇宙探査船ランヴァボンは、かに星雲の内部、二重星の近傍で、洋梨を思わせる形状の漆黒の宇宙船と遭遇する。
異星人のものと思われる「黒い宇宙船」。お互いが友好的なのか敵対的なのか分からず、相手の情報は知りたいが自分たちの情報（特にそれぞれの母星の位置）は渡せない。疑心暗鬼のまま、少しずつ情報のやり取りが行われ、お互いの理解が深まっていく。
事態が膠着する中、ランヴァボンの船長は異星人側にある解決方法を提案する。

## 登場人物
船長
超光速宇宙探査船ランヴァボンの船長。
トミイ・ドート
ランヴァボンの観測員。異星人とのコンタクトを担当する。
バック
トミィとのコンタクトを担当する「黒い宇宙船」の異星人。「バック」はトミイの付けた愛称である。

## 異星人
酸素を呼吸するヒューマノイド（「黒い宇宙船」内の空気組成から、彼らの母星は酸素濃度28％で、気圧は地球より若干低いと推測された）。標準的地球人よりやや小柄で無毛。血液の基本成分が銅で、えら呼吸する。コミュニケーションに超短波を用い、音波はまったく使用しないため、音を感じる器官は持たない。また視覚が赤外線を主にすることから、彼らの母星は赤色矮星を廻る惑星ではないかと推測された。

## 日本語訳
- S-Fマガジン　1964年8月号 No.58（訳：伊藤典夫、早川書房、1964年）
- 「宇宙震」（訳：井上一夫、編：福島正実、ハヤカワSFシリーズ、1965年）
- 世界SF全集 第32巻　世界のSF(短篇集) （訳：伊藤典夫、早川書房、1969年）
- 「千億の世界」（訳：伊藤典夫、編：福島正実、芳賀書店、芳賀書店SFシリーズ、1972年）
- 「千億の世界 - 海外SF傑作選4」（訳：伊藤典夫、編：福島正実、講談社、講談社文庫、1977年）
- 「伊藤典夫翻訳SF傑作選 最初の接触」（訳：伊藤典夫、早川書房、ハヤカワ文庫SF、2019年）